# Джабиев, Мирза Агамурад оглы
Мирза́ Агамура́д оглы́ Джаби́ев (22 февраля 1925, Хамошам, Ленкоранский уезд — 10 февраля 1978, Астаринский район) — капитан Советской Армии, участник Великой Отечественной войны, Герой Советского Союза (1945).

## Биография
Мирза Джабиев родился 22 февраля 1925 года в селе Хамошам (ныне — Астаринский район Азербайджана) в крестьянской семье. По национальности талыш. Получил неполное среднее образование, после чего работал в колхозе. 
В 1943 году добровольно пошёл на службу в Рабоче-крестьянскую Красную Армию. Принимал участие в боях на Западном, 1-м Прибалтийском и 3-м Белорусском фронтах. В боях четыре раза был ранен. Участвовал в освобождении Белорусской ССР.  Отличился во время штурма форта № 5 в Кёнигсберге.
В феврале 1944 года в бою у белорусской деревни Бондарь закрыл своим телом командира батальона от осколков разорвавшейся мины. Несмотря на ранения, остался в строю и под обстрелом противника вынес с поля боя контуженного комбата. Был награжден орденом Славы 3-й степени.

Красноармеец Джабиев М.А., 1943 год

В 1944 году окончил курсы младших лейтенантов, после чего командовал взводом 806-го стрелкового полка 235-й стрелковой дивизии 43-й армии 3-го Белорусского фронта.
6 апреля 1945 года взвод Джабиева, преодолев канал, подобрался к форту. Бойцы взвода обезвредили мины, установленные на подступах к форту, а затем этими же минами подорвали стену и ворвались внутрь форта. Бой длился более суток, и, наконец, 8 апреля 1945 года Джабиев лично поднял Красное Знамя над главной башней форта. В бою он был ранен, но остался в строю и принял на себя командование ротой. В дальнейших уличных боях в Кёнигсберге взвод Джабиева штурмом взял несколько зданий, уничтожил несколько огневых точек, около 100 солдат и офицеров противника, захватил большое количество техники. В уличных боях Джабиев лично уничтожил 8 солдат и офицеров противника, ещё 13 взял в плен.
Указом Президиума Верховного Совета СССР от 19 апреля 1945 года за «образцовое выполнение заданий командования и проявленные мужество и героизм в боях с немецкими захватчиками» лейтенант Мирза Джабиев был удостоен высокого звания Героя Советского Союза с вручением ордена Ленина и медали «Золотая Звезда» за номером 6280.
В 1946 году в звании капитана Джабиев был уволен в запас. Вернулся на родину, где в 1969 году окончил сельскохозяйственный техникум и работал председателем поселкового совета, директором совхоза. Умер 10 февраля 1978 года, похоронен в родном селе.

Памятная таблика у форта № 5

Был также награждён орденами Красного Знамени, Красной Звезды, Славы 3-й степени, а также рядом медалей.
В городе Астаре и родном селе Хамошам установлен бюст Джабиева. В селе Хамошам также открыт музеи посвящённый Джабиеву.
В октябре 1973 года в Калининграде на месте боёв за форт № 5 был открыт мемориал.